# 射线裂脊蚌
射线裂脊蚌（学名：Schistodesmus lampreyanus）为蚌科珠蚌亞科裂脊蚌属的动物，俗名金银饼、湖蚌，是中国的特有物种。

## 分佈
本物種分佈於中國河北、山东、安徽、江苏、浙江、江西、湖北、湖南等地，主要栖息于泥底或泥沙底水流急的深河流及湖泊内。